# Mysmenopsis cienaga
Mysmenopsis cienaga är en spindelart som beskrevs av Müller 1987. Mysmenopsis cienaga ingår i släktet Mysmenopsis och familjen Mysmenidae. Inga underarter finns listade i Catalogue of Life.